# Saison 2015-2016 des Canadiens de Montréal
Autres saisons
Saison précédente Saison suivante
La saison 2015-2016 est la cent-sixième saison de hockey sur glace jouée par les Canadiens de Montréal dans la Ligue nationale de hockey.

## Calendrier et résultats

### Matchs préparatoires
| No | Date         | Visiteur               | Score    | Domicile               | Fiche | Aréna                     |
| -- | ------------ | ---------------------- | -------- | ---------------------- | ----- | ------------------------- |
| 1  | 22 septembre | Maple Leafs de Toronto | 2-1 PR.  | Canadiens de Montréal  | 0-0-1 | Centre Bell               |
| 2  | 24 septembre | Capitals de Washington | 4-3 TBD. | Canadiens de Montréal  | 0-0-2 | Centre Bell               |
| 3  | 25 septembre | Blackhawks de Chicago  | 5-1      | Canadiens de Montréal  | 0-1-2 | Centre Bell               |
| 4  | 26 septembre | Canadiens de Montréal  | 1-0      | Maple Leafs de Toronto | 1-1-2 | Centre Air Canada         |
| 5  | 28 septembre | Penguins de Pittsburgh | 1-4      | Canadiens de Montréal  | 2-1-2 | Centre Vidéotron (Québec) |

| No | Date        | Visiteur              | Score | Domicile              | Fiche | Aréna                |
| -- | ----------- | --------------------- | ----- | --------------------- | ----- | -------------------- |
| 6  | 1er octobre | Sénateurs d'Ottawa    | 5-2   | Canadiens de Montréal | 2-2-2 | Centre Bell          |
| 7  | 3 octobre   | Canadiens de Montréal | 4-5   | Sénateurs d'Ottawa    | 2-3-2 | Centre Canadian Tire |

## Mouvements d’effectifs

### Transactions
| Date             | Détails                                                 | Détails                                                                            |
| ---------------- | ------------------------------------------------------- | ---------------------------------------------------------------------------------- |
| 1er juillet 2015 | Aux Canucks de Vancouver Brandon Prust                  | Aux Canadiens de Montréal Zack Kassian Choix de 5e ronde (124e au total) en 2016   |
| 15 décembre 2015 | Aux Coyotes de l'Arizona Christian Thomas               | Aux Canadiens de Montréal Lucas Lessio                                             |
| 28 décembre 2015 | Aux Oilers d'Edmonton Zack Kassian                      | Aux Canadiens de Montréal Ben Scrivens                                             |
| 7 janvier 2016   | Aux Ducks d'Anaheim Dustin Tokarski                     | Aux Canadiens de Montréal Max Friberg                                              |
| 15 janvier 2016  | Aux Coyotes de l'Arizona Jarred Tinordi Stefan Fournier | Aux Canadiens de Montréal Victor Bartley John Scott                                |
| 26 février 2016  | Aux Blackhawks de Chicago Dale Weise Tomas Fleischmann  | Aux Canadiens de Montréal Phillip Danault Choix de 2e ronde (38e au total) en 2018 |
| 29 février 2016  | Aux Devils du New Jersey Devante Smith-Pelly            | Aux Canadiens de Montréal Stefan Matteau                                           |

### Signatures d'agents libres
| Joueur            | Date             | Contrat | Salaire     | Ancienne franchise                            |
| ----------------- | ---------------- | ------- | ----------- | --------------------------------------------- |
| Joel Hanley       | 1er juillet 2015 | 1 an    | -           | Pirates de Portland                           |
| Mark Barberio     | 1er juillet 2015 | 1 an    | -           | Lightning de Tampa Bay                        |
| Bud Holloway      | 1er juillet 2015 | 1 an    | -           | CP Berne                                      |
| Ryan Johnston     | 13 juillet 2015  | 3 ans   | -           | Raiders de Colgate                            |
| Alexander Semin   | 24 juillet 2015  | 1 an    | 1 100 000 $ | Hurricanes de la Caroline                     |
| Tomas Fleischmann | 4 octobre 2015   | 1 an    | 750 000 $   | Ducks d'Anaheim                               |
| Tom Parisi        | 26 mars 2016     | 2 ans   | -           | Friars de Providence                          |
| Charlie Lindgren  | 30 mars 2016     | 2 ans   | -           | Huskies de l'Université d'État de Saint Cloud |

### Départs d'agents libres
| Joueur                     | Date             | Contrat | Salaire     | Nouvelle franchise      |
| -------------------------- | ---------------- | ------- | ----------- | ----------------------- |
| Magnus Nygren              | 8 mai 2015       | 1 an    | -           | Färjestad BK            |
| Joey MacDonald             | 19 juin 2015     | 1 an    | -           | Schwenninger Wild Wings |
| Pierre-Alexandre Parenteau | 1er juillet 2015 | 1 an    | 1 500 000 $ | Maple Leafs de Toronto  |
| Davis Drewiske             | 1er juillet 2015 | 1 an    | -           | Flyers de Philadelphie  |
| Eric Tangradi              | 8 juillet 2015   | 1 an    | 575 000 $   | Coyotes de l'Arizona    |
| Drayson Bowman             | 12 octobre 2015  | 1 an    | -           | Eagles du Colorado      |
| Manny Malhotra             | 3 décembre 2015  | 1 an    | -           | Monsters du lac Érié    |

### Prolongations de contrat
| Joueur            | Date              | Contrat | Salaire      |
| ----------------- | ----------------- | ------- | ------------ |
| Brian Flynn       | 30 juin 2015      | 2 ans   | 1 900 000 $  |
| Greg Pateryn      | 1er juillet 2015  | 2 ans   | 1 600 000 $  |
| Christian Thomas  | 2 juillet 2015    | 1 an    | -            |
| Noah Juulsen      | 9 juillet 2015    | 3 ans   | -            |
| Michaël Bournival | 14 juillet 2015   | 1 an    | -            |
| Jarred Tinordi    | 15 juillet 2015   | 1 an    | -            |
| Daniel Audette    | 24 juillet 2015   | 3 ans   | -            |
| Alex Galchenyuk   | 30 juillet 2015   | 2 ans   | 56 000 000 $ |
| Michael McNiven   | 24 septembre 2015 | 3 ans   |              |
| Tomas Plekanec    | 16 octobre 2015   | 2 ans   | 12 000 000 $ |
| Paul Byron        | 23 février 2016   | 3 ans   | 35 000 000 $ |
| Artturi Lehkonen  | 8 mai 2016        | 3 ans   | -            |
| Martin Reway      | 18 mai 2016       | 3 ans   | -            |
| Sven Andrighetto  | 11 juin 2016      | 1 an    | -            |
| Mark Barberio     | 13 juin 2016      | 2 ans   | 15 000 000 $ |
| Joel Hanley       | 22 juin 2016      | 1 an    | -            |

### Réclamé aux ballotage
| Joueur     | Date            | Ancienne équipe    |
| Paul Byron | 6 octobre 2015  | Flames de Calgary  |
| Mike Brown | 29 février 2016 | Sharks de San José |

### Départ aux ballotage
| Joueur          | Date             | Nouvelle équipe |
| Alexander Semin | 10 décembre 2015 | -               |

## Repêchage
| No  | Tour | Nom              | Nationalité | Position      | Équipe Junior                 |
| --- | ---- | ---------------- | ----------- | ------------- | ----------------------------- |
| 26  | 1er  | Noah Juulsen     | Canada      | Défenseur     | Silvertips d'Everett (LHOu)   |
| 87  | 3e   | Lukas Vejdemo    | Suède       | Centre        | Djurgårdens Hockey (SHL)      |
| 131 | 5e   | Matthew Bradley  | Canada      | Centre        | Tigers de Medicine Hat (LHOu) |
| 177 | 6e   | Simon Bourque    | Canada      | Défenseur     | Océanic de Rimouski (LHJMQ)   |
| 207 | 7e   | Jeremiah Addison | Canada      | Ailier gauche | 67's d'Ottawa (LHO)           |